# ماساهيرو كوباياشي
ماساهيرو كوباياشي (بالكانا:こばやし まさひろ) هو ممثل ياباني، ولد في 16 مايو 1971 في اليابان.

## أعمال

### أفلام
- (2005)  ظهور الأطفال

## وصلات خارجية
- ماساهيرو كوباياشي على موقع IMDb (الإنجليزية)
- ماساهيرو كوباياشي على موقع ألو سيني (الفرنسية)
- ماساهيرو كوباياشي على موقع قاعدة بيانات الفيلم (الإنجليزية)
- ماساهيرو كوباياشي على موقع كينوبويسك (الروسية)